# Soberbia

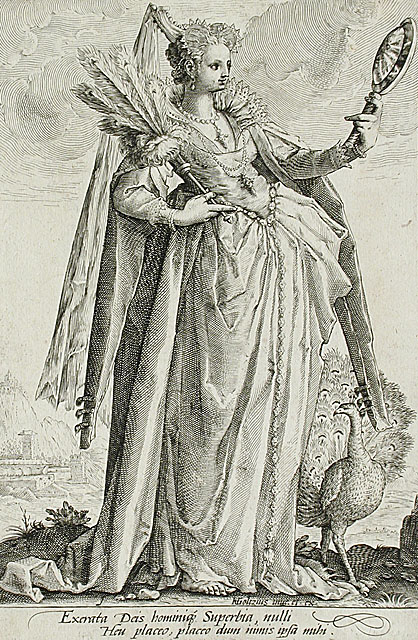
Soberbia por Jacob Matham.

La soberbia (del latín superbia), en ocasiones usada erróneamente como sinónimo de orgullo (del franco *ŭrgōlī ) es un sentimiento de superioridad de uno mismo con respecto a los demás. El orgullo es disimulable, e incluso apreciado, cuando surge de causas nobles o virtudes, mientras que a la soberbia se la concreta con el deseo de ser preferido por otros, basándose en la satisfacción de la propia vanidad, del yo o ego.[cita requerida] Otros términos asociados o sinónimos podrían ser: altivez, altanería, arrogancia, vanidad, etc.
Richard Taylor definió el orgullo como "el justificado amor a uno mismo", en contraposición al falso orgullo o narcisismo. Del mismo modo, San Agustín lo definió como "el amor a la propia excelencia", y Meher Baba lo llamó "el sentimiento específico a través del cual se manifiesta el  egoísmo"
En español orgullo se define por el diccionario de la Real Academia de la lengua española como "Arrogancia, vanidad, exceso de estimación propia, que a veces es disimulable por nacer de causas nobles y virtuosas." 
Filósofos y psicólogos sociales han señalado que el orgullo es una emoción secundaria compleja que requiere el desarrollo de un  sentido del yo y el dominio de distinciones conceptuales relevantes (por ejemplo, que el orgullo es distinto de la felicidad y la alegría) a través de la interacción con los demás basada en el lenguaje. Algunos psicólogos sociales identifican la expresión no verbal del orgullo como un medio para enviar una señal funcional, automáticamente percibida, de alto estatus social.
El orgullo es visto a veces como corrupto o como un vicio, a veces como apropiado o como una virtud. Con una connotación positiva, orgullo se refiere a una sensación de apego hacia las elecciones y acciones propias o ajenas, o hacia todo un grupo de personas, y es producto del elogio, la autorreflexión independiente y un sentimiento pleno de pertenencia. Con una connotación negativa, orgullo se refiere a un sentido irracionalmente corrupto del propio valor personal, estatus o logros, sinónimo de arrogancia. 
Mientras que algunos filósofos como Aristóteles (y George Bernard Shaw) consideran que el orgullo (pero no la arrogancia) es una virtud profunda, algunas religiones del mundo consideran que la forma fraudulenta del orgullo es un pecado, como se expresa en Proverbios. Proverbios 11:2 de la Biblia hebrea. En el judaísmo, el orgullo se considera la raíz de todos los males. Cuando se ve como una virtud, el orgullo en las habilidades de uno se conoce como orgullo virtuoso, grandeza de alma, o magnanimidad, pero cuando se ve como un vicio a menudo se conoce como autoidolatría, desprecio sádico, vanidad, o vanagloria. Otros posibles objetos de orgullo son la etnia de uno, y la identidad sexual de uno (por ejemplo orgullo LGBT).[cita requerida]

## Tipología
Existen muchos tipos de soberbia, como la gloria vana, vanagloria o cenodoxia, también denominada en las traducciones de la Biblia como vanidad, que consiste en el engreimiento de gloriarse de bienes materiales o espirituales impermanentes o injustificados que se poseen o creen poseer, deseando ser visto, considerado, admirado, estimado, honrado, alabado e incluso halagado por los demás hombres, cuando la consideración y la gloria que se buscan son individuales exclusivamente. La cenodoxia engendra además otras actitudes, como la filargiria o amor al dinero (codicia) y la filargía o amor al poder.[cita requerida]

## Concepto psicológico, filosófico y social
La autoestima es un conjunto de percepciones, pensamientos, evaluaciones, sentimientos y tendencias de comportamiento dirigidas hacia otras personas, hacia su manera de ser, y hacia los rasgos propios del cuerpo, el carácter y la personalidad. En resumen: es la percepción evaluativa de uno mismo. En la jerarquía de las necesidades humanas, describe la necesidad de aprecio, que se divide en dos aspectos, el aprecio que se tiene uno mismo (amor propio, confianza, pericia, suficiencia, etc.), y el respeto y estimación que se recibe de otras personas (reconocimiento, aceptación, etc.). La expresión de aprecio más sana según Maslow es la que se manifiesta «en el respeto que le merecemos a otros, más que el renombre, la celebridad y la adulación».
El narcisismo es el amor desproporcionado que dirige el sujeto a sí mismo tomado como objeto. Alude al mito de Narciso, amor a la imagen de sí mismo. En su uso coloquial designa un enamoramiento de sí mismo o vanidad basado en la imagen propia o ego. Como ya se dijo, la palabra procede del antiguo mito griego sobre el joven Narciso, de especial hermosura, quien se enamoró insaciablemente de su propia imagen reflejada en el agua.
Como contraparte, la humillación se define como cualquier tipo de acto que denigre pública o personalmente a un ser humano, al igual que su cultura, su dignidad, su sexo, su origen étnico, su religión, su pensamiento, su nivel económico, sus conocimientos, sus preferencias sexuales, etcétera. Algunas formas de tortura van acompañadas de humillaciones públicas que buscan perjudicar la dignidad del sujeto. Diversas organizaciones defensoras de los derechos humanos en el mundo consideran la humillación como una forma de tortura pasiva que viola los derechos humanos. La humillación es considerada como una forma de acoso, especialmente aplicada en contexto escolar o laboral.
Sigmund Freud introdujo al narcisismo en su obra, pero con una definición más difusa. Si bien se puede aludir a una serie de rasgos propios de la personalidad normal, el narcisismo puede también manifestarse como una forma patológica extrema en algunos desórdenes de la personalidad, como el trastorno narcisista de la personalidad, en que el paciente sobrestima sus habilidades y tiene una necesidad excesiva de admiración y afirmación. Así pues, el narcisismo puede ser asociado a la soberbia.[cita requerida]
La psicología humanista considera que el narcisismo patológico coincide con autoestima baja o errónea.
Desde el punto de vista psicológico y social se puede distinguir un significado psicogenético o psicoevolutivo: el narcisismo como un escalón necesario y ubicuo del desarrollo de la personalidad. Andrew P. Morrison, profesor de Psiquiatría de la Facultad de Medicina de Harvard, defiende que, en los adultos, una razonable cantidad de narcisismo sano permite equilibrar la percepción individual de las propias necesidades en relación con los otros.
Existe además el narcisismo patológico, diagnóstico de uso habitual en psiquiatría y de connotaciones negativas. Este designa un rasgo de la personalidad, caracterizado por una baja autoestima acompañada de una exagerada sobrevaloración de la importancia propia y de un gran deseo de admiración por los demás. En la DSM-IV (manual diagnóstico y estadístico de los trastornos mentales de la Asociación Psiquiátrica Americana, cuarta edición) existe un subapartado dentro de los trastornos de personalidad denominado Trastorno narcisista de la personalidad, (NPD), entendiéndose tal como una disfunción grave de personalidad.[cita requerida]
Fuera del ámbito psicológico, los términos "narcisismo" y "narcisista" son frecuentemente utilizados peyorativamente denotando vanidad, presunción, egocentrismo o simple egocentría. Aplicado a un grupo social es frecuentemente utilizado para denotar elitismo o indiferencia a la difícil situación de los demás. En las situaciones de discusión, sin embargo, estos términos se utilizan para dibujar paralelismos entre las quejas sobre comportamientos centrados en uno mismo y el trastorno de personalidad narcisista más que hacia la autoestima sana.
En términos negativos la soberbia es una actitud orgullosa que caracteriza a aquellas personas envanecidas de sí mismas. Genéricamente se la define como la sobrevaloración del yo respecto a los otros, para superar, alcanzar o superponerse a un obstáculo o situación, o bien en alcanzar una elevada desvalorización del contexto. También se puede definir la soberbia como la creencia de que todo lo que se posee es superior, que se es capaz de superar todo lo que digan o hagan los demás, o de superar los prejuicios. La soberbia incita a la persona a valorarse demasiado, enorgulleciéndose y creyéndose capaz de hacer cualquier cosa por encima de los demás e incluso de sus propias capacidades, de las circunstancias o mejor dicho los contratiempos que se presenten. Esta idea deriva directamente en que el soberbio ponga en detrimento a las demás personas, debido a que piensa que sus capacidades o que su valor no se equiparan al suyo, por lo que se lo considera arrogante.
Conviene no olvidar la connotación positiva de la "soberbia" que, ya en su origen latino, posee la palabra, puesto que la calificación de un acto como soberbio u orgulloso puede ser sinónimo de óptimo o de bella factura. En la filosofía objetivista de Ayn Rand, en particular, el orgullo es una de las tres virtudes principales[cita requerida] y se define como estima apropiada de sí mismo que proviene de la ambición moral de vivir en consecuencia plena con valores personales racionales. Para Nietzsche la soberbia es una virtud elevada, propia de hombres superiores, la cual conduce a una honestidad absoluta consigo mismo (lo cual hace imposible cualquier trampa o acto deshonesto), valentía y superación constante siempre buscando estar por encima de los demás y no ocultarlo ante nadie en aquello y en todo.[cita requerida]
El orgullo también puede entenderse como la autoafirmación y reivindicación de lo que uno es y del grupo o colectivo al que se pertenece. En este sentido, se puede hablar de orgullo nacional, orgullo racial (un ejemplo conocido es el black pride, un movimiento de reivindicación y orgullo de las personas negras, en particular en los Estados Unidos) y orgullo LGBT (de lesbianas, gais, bisexuales y transexuales).[cita requerida]
Genéricamente se define como la sobrevaloración del Yo respecto de otros por superar, alcanzar o superponerse a un obstáculo, situación o bien en alcanzar un estatus elevado e infravalorar al contexto. También se puede definir la soberbia como la creencia de que todo lo que uno hace o dice es superior, y que se es capaz de superar todo lo que digan o hagan los demás. También se puede tomar la soberbia como la confianza exclusiva en las cosas vanas y vacías (vanidad) y en la opinión de uno mismo exaltada a un nivel crítico y desmesurado (prepotencia).[cita requerida]

## Concepto religioso y literatura relacionada
La soberbia es considerada por la teología católica como uno de los siete pecados capitales. En casi todas las listas de pecados, la soberbia (en latín, superbia) es considerado el original y más serio de los pecados capitales, y de hecho, es la principal fuente de la que derivan los otros. Es identificado como un deseo por ser más importante o atractivo que los demás, fallando en halagar a los otros.[cita requerida]
En el poema Divina Comedia, la Primera Grada representa a la Soberbia. Las tres primeras terrazas del Purgatorio están relacionadas con pecados causados por un mal amor que de alguna forma llega a herir a la persona amada. El primero de estos es el Orgullo. En la terraza hay almas orgullosas purgando sus culpas, Dante y Virgilio ven hermosas esculturas expresando humildad, la virtud opuesta. El primer ejemplo es la Anunciación de la Virgen María, donde ella responde al ángel Gabriel con las palabras Ecce ancilla Dei ("He aquí la esclava del Señor," Lucas 1:38). Un ejemplo de humildad de la historia clásica es cuando el emperador Trajano, de acuerdo con una leyenda medieval, en una ocasión paró su jornada para hacer justicia a una pobre viuda (Canto X).
En 1589, Peter Binsfeld, basándose libremente en fuentes anteriores, asoció a la soberbia con el demonio Lucifer, que tentaba a la gente por medios asociados al pecado.[cita requerida]
En El paraíso perdido de John Milton, dice que este pecado es cometido por Lucifer al querer ser igual que Dios.[cita requerida]

## Arte

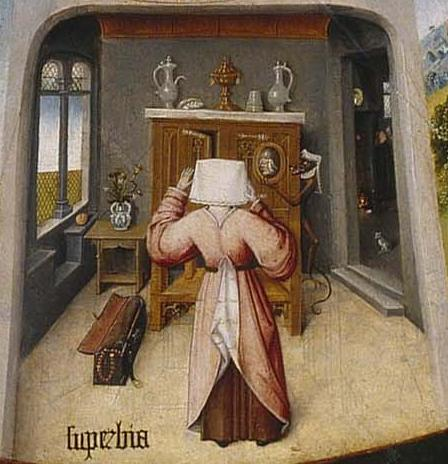
Soberbia,, una de las secciones de la Mesa de los pecados capitales, de Hieronymus Bosch. Se representa a una mujer en un interior con pequeños objetos de uso cotidiano. Se mira en un espejo que hay en un armario, sostenido por un demonio; a un lado, se ve otra estancia con figuras.

Entre las varias representaciones [artísticas con que se ha identificado la soberbia se encuentran el león, el caballo, el pavo real, el murciélago, el color violeta y el espejo.[cita requerida]

### Vanitas
Su título y su concepción se relacionan con un pasaje del Eclesiastés: vanitas vanitatum omnia vanitas (vanidad de vanidades, todo es vanidad). El mensaje que pretende transmitir es la inutilidad de los placeres mundanos frente a la certeza de la muerte, animando a la adopción de un sombrío punto de vista sobre el mundo.[cita requerida]